# تياجو سيمون
تياجو سيمون (بالبرتغالية: Thiago Simon) (مواليد 3 أبريل 1990) هو سبّاح برازيلي، مثّل بلاده في الألعاب الأولمبية الصيفية 2016.

## روابط خارجية
تياجو سيمون على موقع الاتحاد الدولي للسباحة (الإنجليزية)
- تياجو سيمون على موقع أوليمبيديا (الإنجليزية)
- تياجو سيمون على موقع اللجنة الأولمبية البرازيلية (البرتغالية)